# George Thomason
George Thomason, död i april 1666 i London, var en engelsk boksamlare.
Thomason samlade under inbördeskriget och den följande tiden fram till 1662 alla broschyrer och ströskrifter i tidens politiska och religiösa tvistefrågor, som han kunde komma över. Samlingen, vars innehav ofta utgjort en stor fara för ägaren, uppgick till sist till 23 000 skrifter, som Thomason ordnade kronologiskt och lät binda i 1 983 band. Den var vid tiden för Londons brand deponerad i Oxford och undgick därigenom att förstöras, såldes 1761 av Thomasons arvingar för 300 pund sterling till Georg III och förärades av denne till British Museum, varifrån den 1973 överfördes till British Library. För sin tids historia är denna samling, förr kallad King's Pamphlets, numera Thomason Collection of Civil War Tracts, av oskattbart värde.